# سیمونا (فیلم)
سیمونا (انگلیسی: Simona) یک فیلم درام اروتیک ایتالیایی است که در سال ۱۹۷۴ منتشر شد. از بازیگران فیلم می‌توان به لائورا آنتونلی، رف ولونه و پاتریک مگی اشاره کرد.